# Winky Dolls

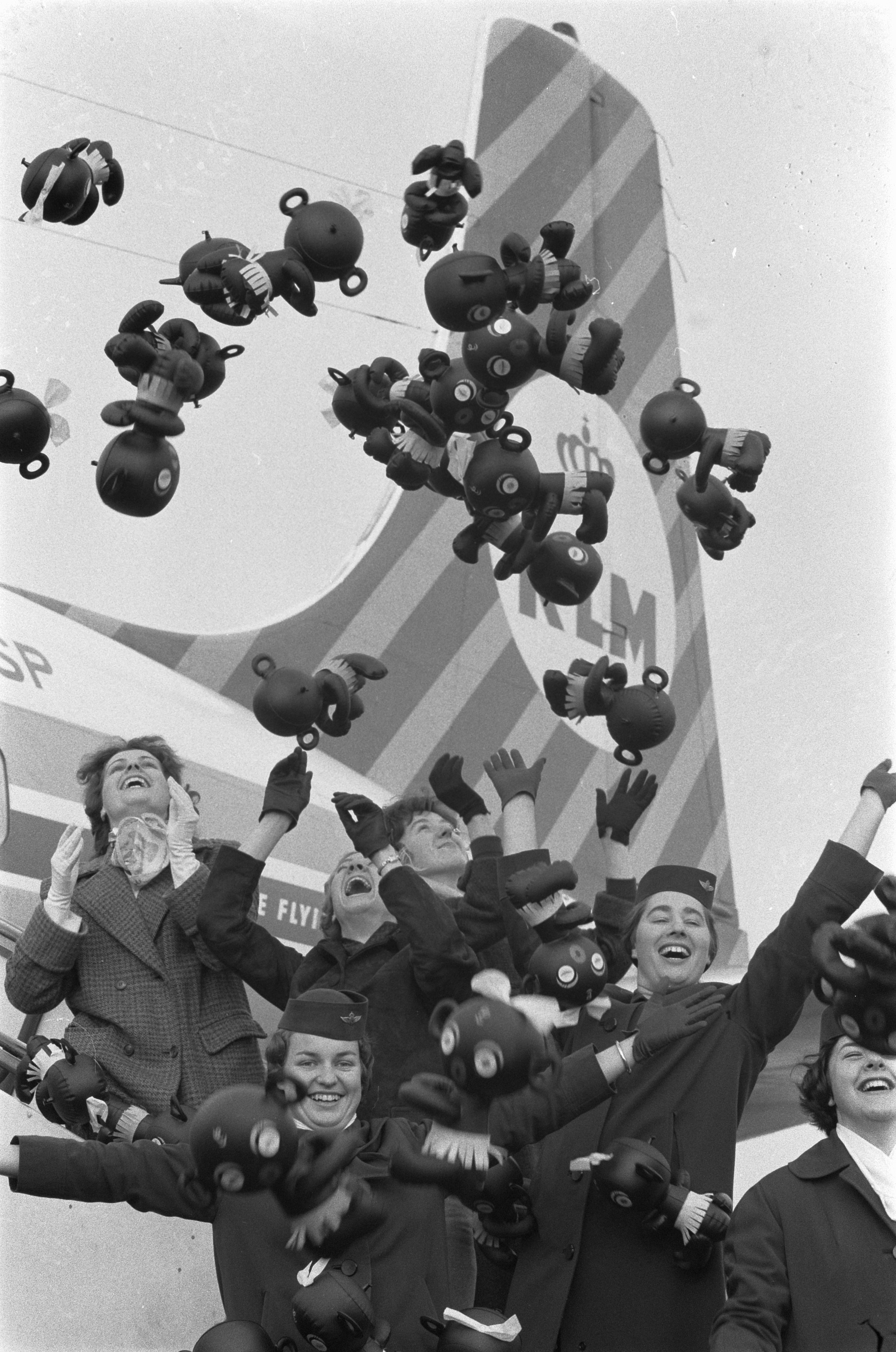
KLM stewardessen spelen met Winky Dolls, 1960

De Winky Doll was een Japanse opblaasbare speelgoedpop, die in 1959-1960 een rage was. De poppen, met een nogal bedenkelijk uiterlijk, werden gemaakt door de firma Takara ltd, een voorloper van Takara Tomy, en werden in Japan Dakko-chan (ダッコちゃん) genoemd. 

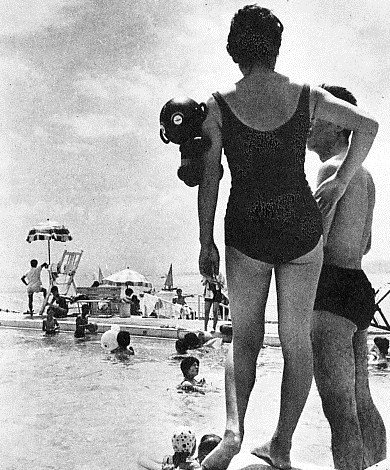
Een Japanse dame aan het strand met een Winky Doll aan haar schouder geklemd
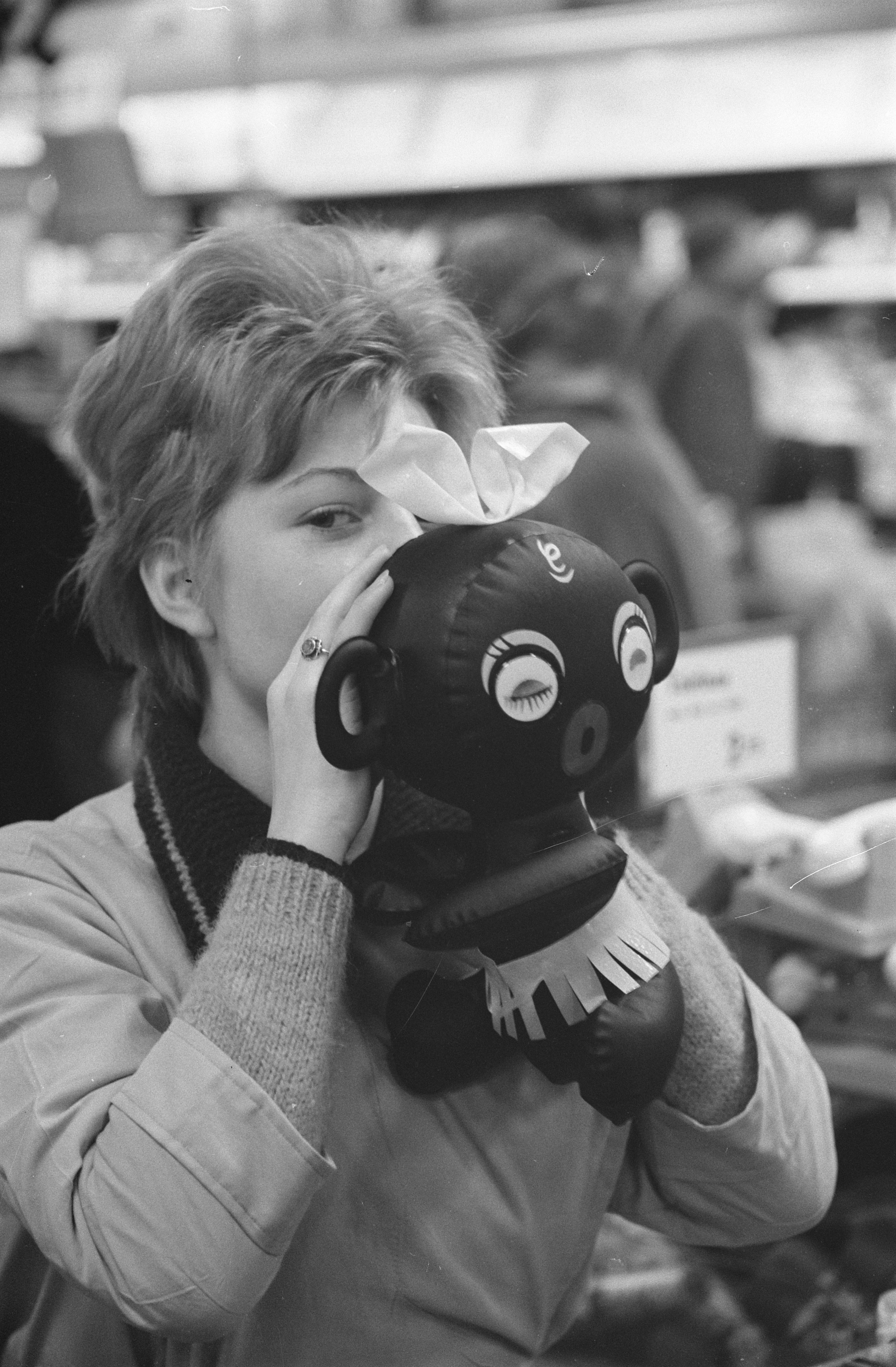
Een dame in een warenhuis ergens in Nederland blaast een Winky Doll op